# Jamagaon, Khanapur
Jamagaon là một làng thuộc tehsil Khanapur, huyện Belgaum, bang Karnataka, Ấn Độ.